# Sebastian I Aviz
Sebastian I, port. Sebastião (ur. 20 stycznia 1554 w Lizbonie, zm. 4 sierpnia 1578 w Alcácer-Quibir) – szesnasty król Portugalii w latach 1557–1578. Pochodził z dynastii Aviz. Był synem księcia Jana (1537–1554) i Joanny Habsburg oraz wnukiem króla Jana III.

## Panowanie
Wstąpił na tron w wieku zaledwie 14 lat – specjalnie dla niego został obniżony próg wieku.
Panowanie Sebastiana stanowiło pokój wewnętrzny w królestwie, król nie prowadził żadnych reform. Nie interesował się sprawami wewnętrznymi państwa, chciał tylko walczyć z Maurami. Władzę zaczęli przejmować jezuici. Król zaciągnął wielkie pożyczki, o fundusze prosił również kler. W 1570 zrezygnował z monopolu na handel z Indiami, co uderzyło w dochody państwa.
W 1574 odbył pierwszą wyprawę do Afryki (Maroka), która trwała trzy miesiące i zakończyła się niepowodzeniem. W czerwcu 1578 podjął drugą próbę krucjaty i podboju Maroka. Dysponował licznym (ok. 17 tys.), ale niezdyscyplinowanym wojskiem. 4 sierpnia 1578 zginął w bitwie pod Alcácer-Quibir. Była to najtragiczniejsza bitwa w dziejach Portugalii (8 tys. poległych, 15 tys. pojmanych). Wojska Mulaja Abd al-Malika były dwukrotnie liczniejsze. Przegrana wojna pochłonęła połowę rocznych dochodów państwa.

## Wpływ
Ciała Sebastiana nie odnaleziono, co zapoczątkowało sebastianizm – jeden z mitów składających się na portugalską tradycję, według którego król miałby powrócić na białym koniu i wyzwolić kraj spod hiszpańskiego jarzma. Odtąd Sebastian był zwany O Encoberto – król w ukryciu. Jako że młody król nie był żonaty i nie pozostawił potomków – jego śmierć zapoczątkowała kryzys dynastyczny i skutkujący ostatecznie wygaśnięciem rodzimej dynastii Aviz. Na tronie przejściowo zasiadł brat jego dziadka, sędziwy kardynał Henryk, który wkrótce zmarł (1580). Wygaśnięcie dynastii doprowadziło do wojny o sukcesję, którą wygrał król Hiszpanii Filip II Habsburg, spokrewniony po kądzieli z władcami Aviz, którego pierwszą żoną byłą Maria Manuela, córka Jana III. Portugalia na 60 lat utraciła niezależność, stając się częścią imperium hiszpańskiego.